# George Town (Malajsie)
George Town (psáno též Georgetown; čínsky 喬治市) je hlavním městem malajsijského spolkového státu Penang na stejnojmennéím ostrově. Je druhým největším městem Malajsie, v roce 2010 zde žilo 708 128 obyvatel. Jeho metropolitní oblast Greater Penang je druhou největší konurbací Malajsie s odhadovanou populací 2,5 milionu osob. Malajsky bývá město také nazýváno Tanjung.

## Historie
V roce 1786 ho založil kapitán Britské Východoindické společnosti Francis Light jako celní sklad a jednu z prvních britských osad v jihovýchodní Asii. Pojmenováno bylo na počest britského krále Jiřího III. Společně se Singapurem a Malakkou byl George Town součástí Průlivových osad pod správou Britské Východoindické společnosti, které se v roce 1867 staly korunní kolonií. Během druhé světové války byly britské pozice v Malajsku okupovány Japonským císařstvím. V září roku 1945 bylo město znovudobyto Britským impériem. 1. ledna 1957, krátce před vyhlášením nezávislosti Malajsie v srpnu 1957, byl George Town povýšen na město královnou Alžbětou II. V následujících letech obdržel status bezcelní zóny, jak zaručovala dohoda s britskou koloniální správou před udělením nezávislosti Malajsie. V roce 1967 byl tento status zrušen malajsiskou vládou, což vedlo k masivní nezaměstnanosti ve městě.
Velké množství koloniálních budov vyneslo v r. 2008 starému centru George Townu společně s historickou částí města Malakka zápis do světového kulturního dědictví UNESCO. K pestrému kulturnímu dědictví města patří i silný vliv zdejší čínské komunity.

## Partnerská města
- Adelaide, Austrálie
- Kanagawa, Japonsko
- Medan, Indonésie
- Sia-men, Čína

## Fotogalerie

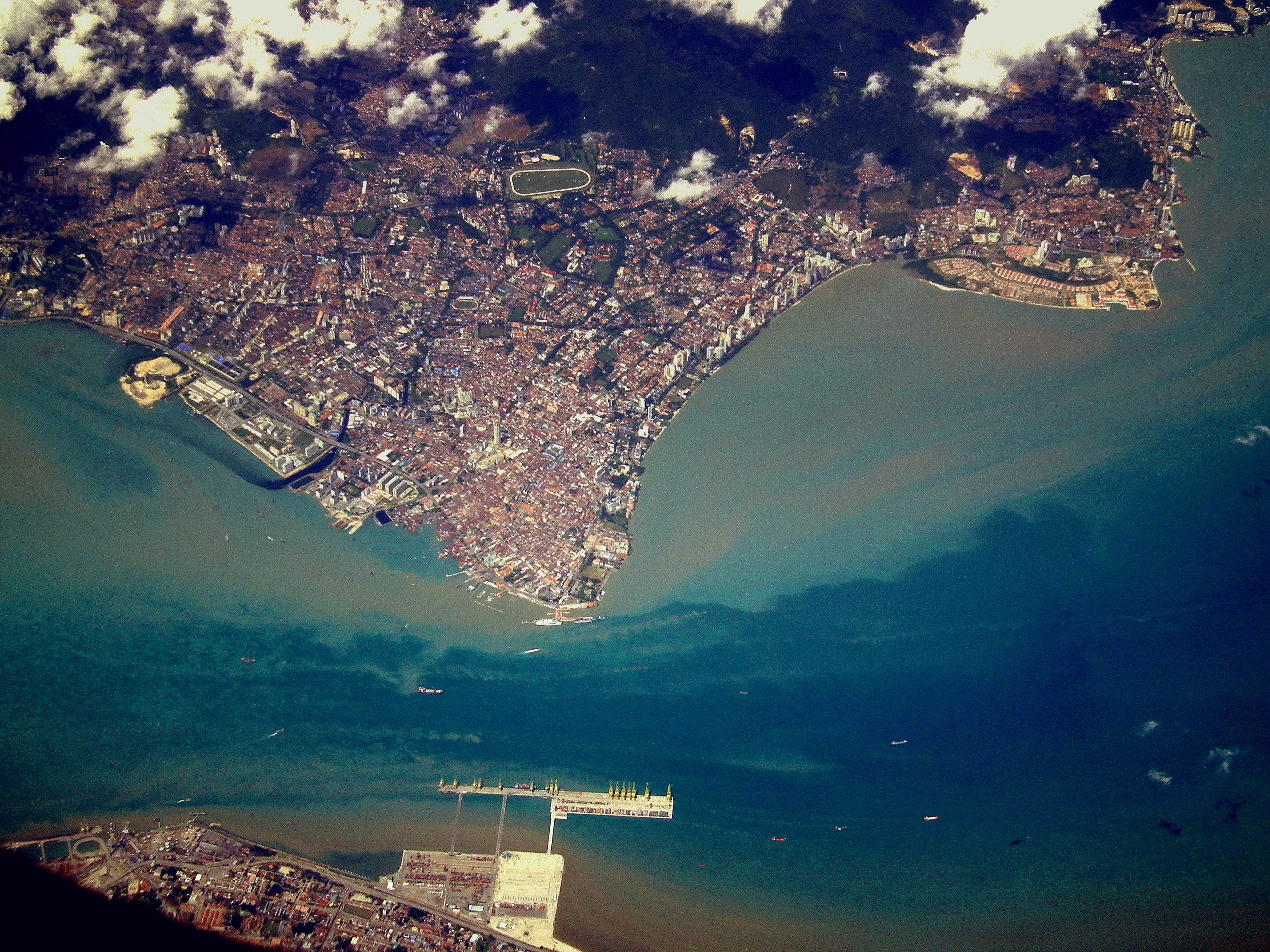
letecký snímek města
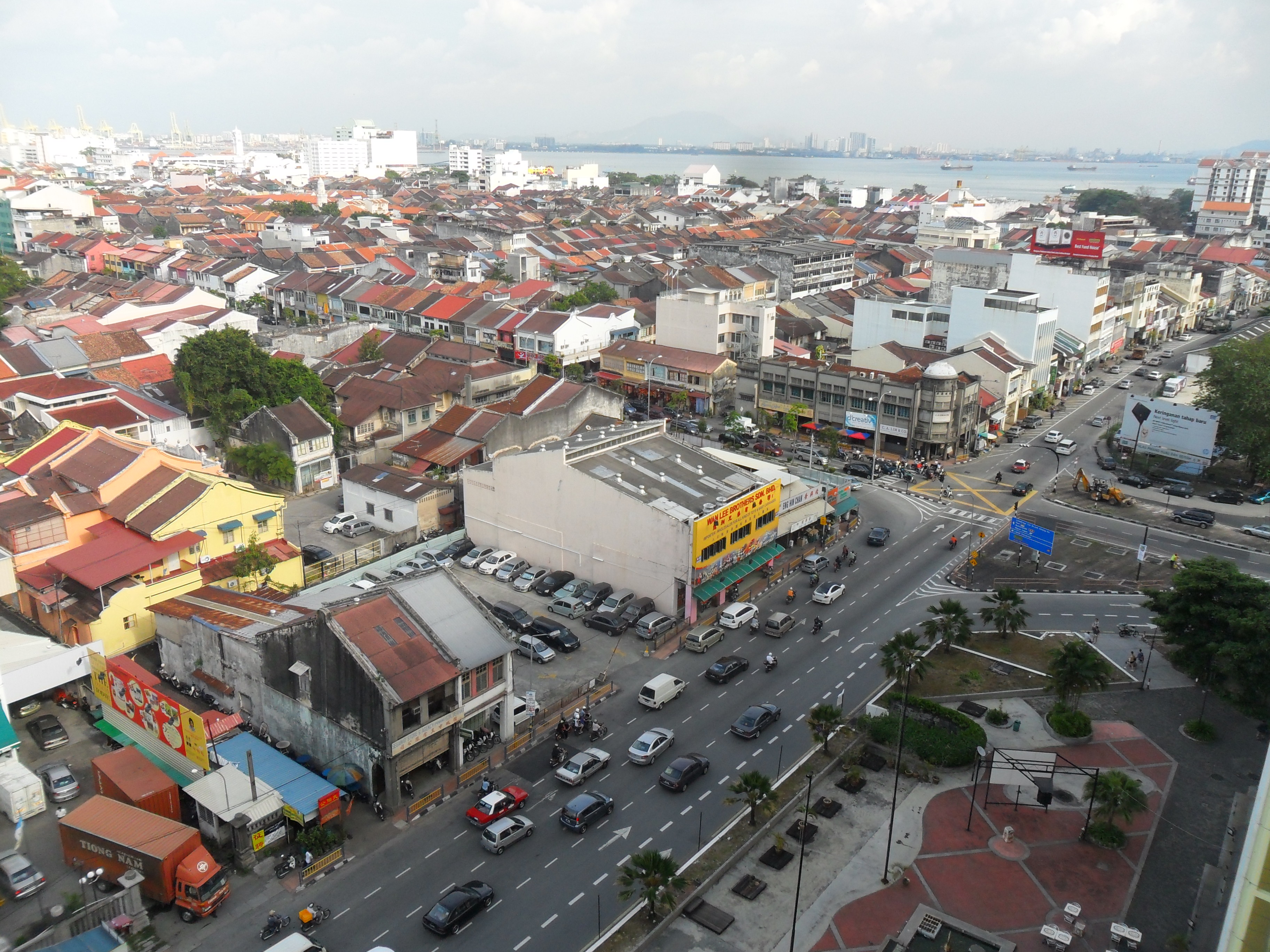
staré město
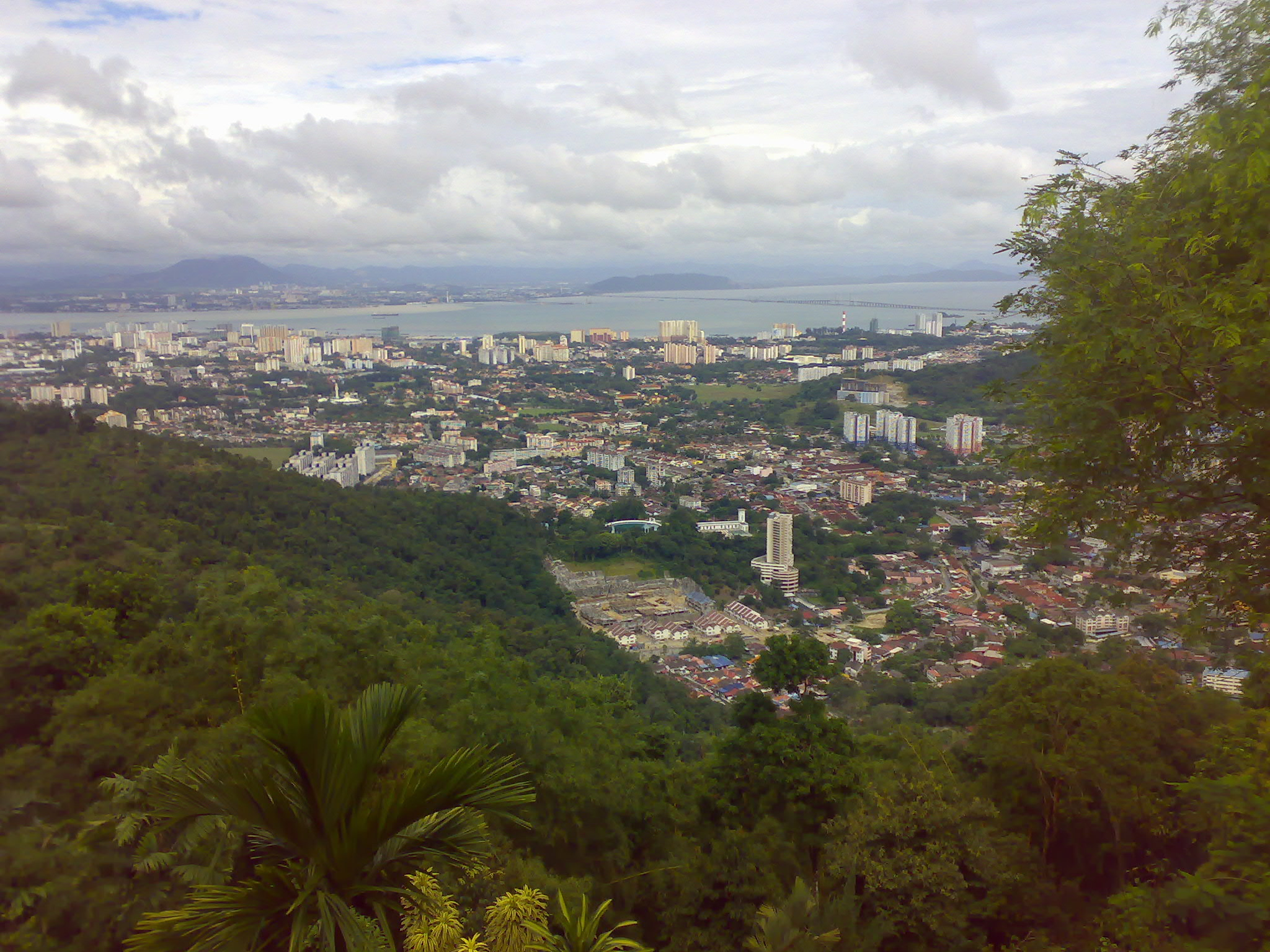
pohled na George Town z Penang Hill
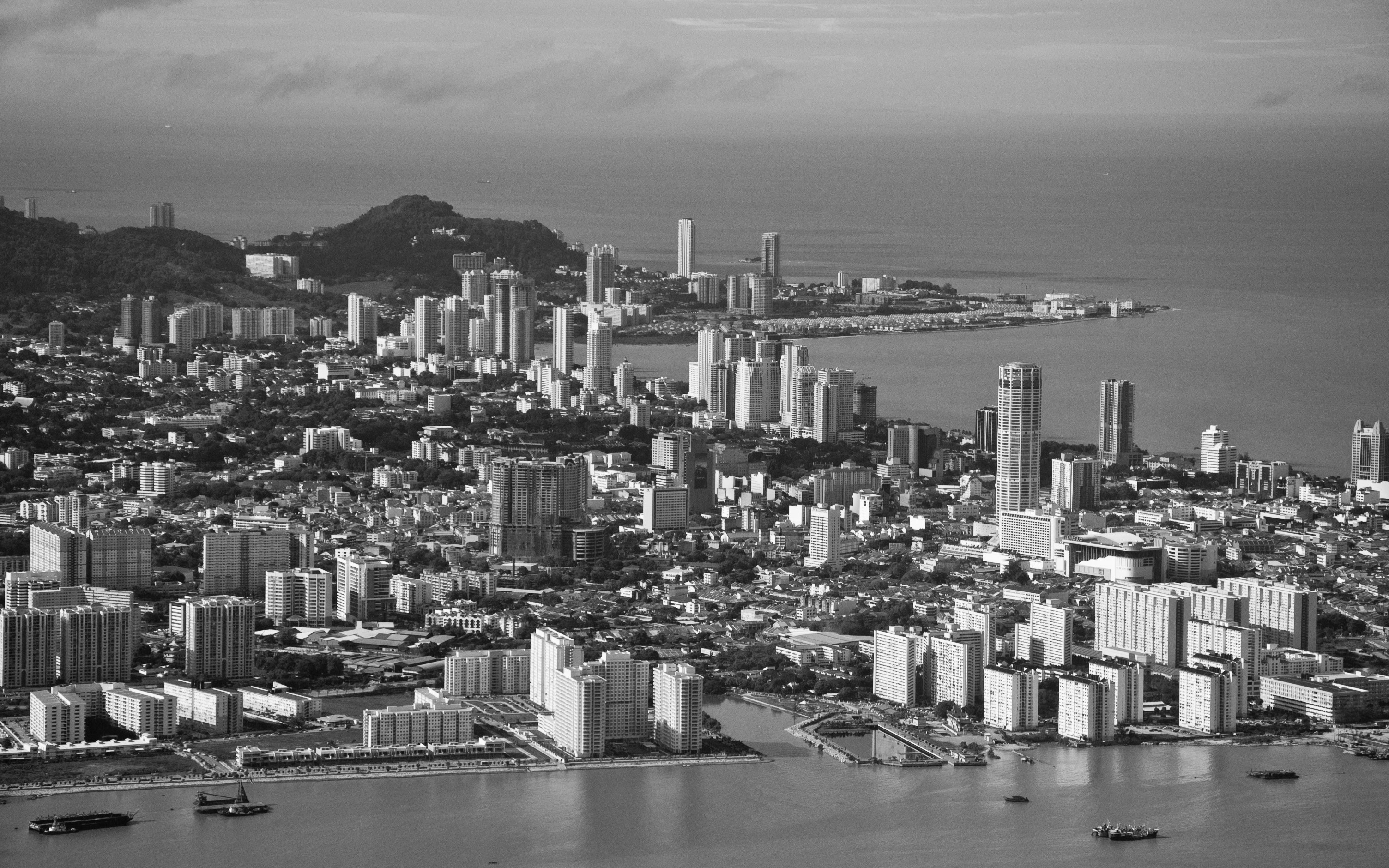
George Town